# Free Four: Tobias Tells the Divergent Knife-Throwing Scene
Free Four: Tobias Tells the Divergent Knife-Throwing Scene, es una historia corta escrita por Veronica Roth. La obra cuenta los sucesos ocurridos en el capítulo trece de Divergent desde el punto de vista de Tobias Eaton, donde revela hechos desconocidos y detalles fascinantes sobre su pasado, su iniciación, y sus pensamientos sobre Tris que fue publicada el 23 de abril de 2012.

## Argumento
La historia narra la escena de lanzamiento de cuchillos del capítulo trece de la primera novela. Tales acontecimientos son narrados desde el punto de vista de Cuatro, en vez de Tris y nos permite conocer más acerca de sus pensamientos sobre la chica y sus temores sobre ella, así como detalles sobre su pasado y lo que vivió en su iniciación en Osadía.

## Antecedentes
Veronica Roth publicó en su blog que había escrito una historia sobre Cuatro, comentando:

Fue difícil para mí escoger la más apropiado. Pensé en la escena de la noria, y pensé en la escena del paisaje de miedo, y sé que ambas habrían sido una buena opción. Pero quise elegir algo que iba a cambiar nuestras percepciones (digo "nuestras" porque cambió la mía también) acerca de la historia, y mostrar cuan limitada es realmente la perspectiva de Tris, a pesar de que es una narradora fiable y observadora. Y la escena de lanzamiento de cuchillos era perfecta para ello -una vez que empecé a escribir, descubrí todo tipo de cosas sobre Cuatro que no conocía, y supe que esta escena era la indicada.

## Recepción
La historia recibió respuestas positivas. The book stop en su opinión, dijo que "pienso que este libro muestra cuán limitada es la perspectiva de Tris es en realidad. Me hizo pensar acerca de toda la serie Divergente y lo que sería desde la perspectiva de otros personajes. Definitivamente cambió mi opinión sobre los diferentes eventos de la serie, en el buen sentido". The AP book club dio una crítica positiva al decir que "incluso tan corta como es, realmente ayuda a dar un poco más de profundidad a Cuatro, Tris, e incluso a Eric".